# 4a Mostra Internacional de Cinema de Venècia
La 4a Mostra Internacional de Cinema de Venècia es va celebrar entre el 10 al 31 d'agost de 1936. Aquest any per primera vegada les pel·lícules foren nominades per un jurat internacional.

## Jurat
- Giuseppe Volpi di Misurata (president) (Itàlia)[3]
- Neville Kearney (GB)
- Oswald Lehnich (Alemanya Nazi)
- Karl Meltzer (Alemanya Nazi)
- Ryszard Ordynski (Polònia)
- Louis Villani (Hongria)
- Émile Vuillermoz (França)
- Luigi Freddi (Itàlia)
- Mario Gromo (Itàlia)
- Antonio Maraini (Itàlia)
- Giacomo Paolucci de Calboli Barone (Itàlia)
- Filippo Sacchi (Itàlia)
- Ottavio Croze (Itàlia)

## Pel·lícules en competició
| Títol original             | Director(s)       | País de producció |
| -------------------------- | ----------------- | ----------------- |
| La kermesse héroïque       | Jacques Feyder    | França            |
| Der Kaiser von Kalifornien | Luis Trenker      | Alemanya Nazi     |
| The Ghost Goes West        | René Clair        | Regne Unit        |
| The Great Ziegfeld         | Robert Z. Leonard | Estats Units      |
| Lo squadrone bianco        | Augusto Genina    | Regne d'Itàlia    |
| Mayerling                  | Anatole Litvak    | França            |
| Mr. Deeds Goes to Town     | Frank Capra       | Estats Units      |
| Show Boat                  | James Whale       | Estats Units      |
| The Story of Louis Pasteur | William Dieterle  | Estats Units      |
| Veille d'armes             | Marcel L'Herbier  | França            |

## Premis

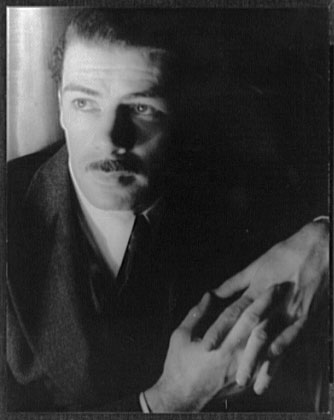
Paul Muni, Copa Volpi 1936

- Millor pel·lícula estrangera: Der Kaiser von Kalifornien de Luis Trenker
- Millor pel·lícula italiana: Lo squadrone bianco d'Augusto Genina
- Copa Volpi:
  - Millor Actor: Paul Muni per The Story of Louis Pasteur
  - Millor Actriu: Annabella per Veille d'armes
- Recomanació especial:
  - Ave Maria de Johannes Riemann
  - Children's Corner de Marcel L'Herbier, Emile Vuillermoz
  - Mary of Scotland de John Ford
  - Marysa de Josef Rovenský
  - Metropolitan Nocturne de Leigh Jason
  - Mr. Deeds Goes to Town de Frank Capra
  - Opernring de Carmine Gallone
  - Polesie de M. Emmer, Jerzy Maliniak
  - Pompei de Giorgio Ferroni
  - Scrooge de Henry Edwards
  - The Mine de J. B. Holmes
  - The Robber Symphony by Friedrich Feher
  - Verräter de Karl Ritter
- Pel·lícula animada: Who Killed Cock Robin? de Walt Disney
- Pel·lícula de color: The Trail of the Lonesome Pine de Henry Hathaway
- Millor Director: La kermesse héroïque de Jacques Feyder
- Millor fotografia: Tudor Rose de Mutz Greenbaum